# Cédric Van Branteghem
Cédric Van Branteghem (ur. 13 marca 1979 w Gandawie) – belgijski lekkoatleta, sprinter – specjalista biegu na 400 m.
Brązowy medalista mistrzostw Europy w Barcelonie w 2010 roku w sztafecie 4 × 400 metrów. Ośmiokrotny mistrz Belgii: cztery tytuły w biegu na 200 m (2002, 2003, 2003(h), 2006) i również cztery na dystansie 400 m (2001, 2002(h), 2005, 2009).
Dwukrotnie startował w igrzyskach olimpijskich: w Atenach (2004) i Pekinie (2008). Indywidualnie na dystansie 400 m nie osiągnął sukcesów, natomiast w sztafecie 4 × 400 m był piąty (w Pekinie).

## Sukcesy sportowe
- 2002 – Monachium, mistrzostwa Europy – 6. miejsce w biegu na 400 m (45,95)
- 2003 – Monte Carlo, Finał IAAF – 7. miejsce w biegu na 400 m
- 2005 – Izmir, uniwersjada – 4. miejsce w biegu na 400 m
- 2010 – Doha, halowe mistrzostwa świata – srebrny medal w sztafecie 4 × 400 m (3:06.94)
- 2010 – Barcelona, mistrzostwa Europy – brązowy medal w sztafecie 4 × 400 m (3:02.60)

## Rekordy życiowe
- bieg na 100 metrów – 10,54 s (Sint-Niklaas, 29 maja 2003)
- bieg na 200 metrów – 20,60 s (Jambes, 9 sierpnia 2003)
- bieg na 400 metrów – 45,02 s (Bruksela, 5 września 2003)